# 伪黑斑蚜属
伪黑斑蚜属（学名：Pseudochromaphis）为蚜科长角斑蚜族的一个属。該属的動物有翅膀，中额突出，有6节触角，头部和胸部背面有纵带和斑纹，腹部背片有小中斑、大型侧斑和缘斑。

## 物种
本属包括以下物种：
- 刺榆伪黑斑蚜 Pseudochromaphis coreana Paik, 1965，主要分佈於中華人民共和國和大韓民國。